# Aukrug
Aukrug (en baix-alemany Aukroog) és un municipi al districte de Rendsburg-Eckernförde de l'estat de Slesvig-Holstein a Alemanya. El 31 de desembre de 2012 tenia 3764 habitants. És regat pel Bünzau.

## Història
El municipi és el resultat de la fusió al 31 de desembre de 1969 dels antics municipis de Bargfeld, Böken, Bünzen, Homfeld i Innien així com dels barris de Tönsheide i Bucken.
El nom Aukrug prové del baix alemany in de Aukrögen que significa a les meandres dels rierols. Innien és el poble més vell, ja esmentat el 1128. Un cert Daso d'Ennige hauria construït un monestir. L'ús del molí de Bünzen era reservat als masovers de les terres de l'església catòlica. Els altres havien de transportar el blat cap al molí real de Springhoe de Lokstedt. A Bünzen hi ha les restes d'un castell de mota i pati medieval. Aukrug pertanyia al ducat de Holstein, però a conseqüència de batalles i casaments de nobles, sovint va canviar de senyor. De 811 a 1460 era alemany, de 1460 a 1864 danès. El 1542 el rei Cristià III introdueix el protestantisme a tot el seu regne.
A l'inici de la Guerra dels Trenta Anys (1618 - 1648) els pobles d'Aukrug van quedar estalviats, però la situació va empitjorar-se des del 1626 les tropes d'Albert de Wallenstein van acantonar-se a les masies i confiscar blat i ramat. El 1713 va ser saquejat per les tropes de l'aliança dels russos, suecs i saxons contra Dinamarca. Després va tornar la pau per quasi un segle fins a les guerres napoleòniques. El govern danès va conduir reforma agrària per a reduir la parcel·lació extrema dels camps. Per a determinar els límits nous es van aixecar-se terraplens (en baix alemany Knick) que fins a l'actualitat formen un element típic del paisatge.
El 1810, el rei danès va aliar-se amb Napoleó, el que va causar un desastre per Aukrug després de la batalla de Leipzig quan les tropes russes i sueques van tornar a pillardejar la regió. La fallida d'estat de Dinamarca va alentir el desenvolupament econòmic de Holstein. A poc a poc el nacionalisme romàntic va envair Slesvig-Holstein i l'oposició contra quatre segles de govern danès va enfortir-se.
Des de 1864 escau a Prússia i més tard a Alemanya.

## Geografia i economia
El municipi es troba al centre del parc natural Naturpark Aukrug d'uns 380 km², oficialment reconegut el 1998. L'associació portadora de la iniciativa va actuar durant 25 anys per tal de desenvolupar un concepte que equilibra protecció de la natura i oci. Des del 2002 hi pastura un folc de bous dels Heck. Ha esdevingut un lloc de turisme verd, caracteritzat de prats, camps, landa, aiguamolls, petits estanys i una xarxa de petits rierols, dels quals els principals són el Bünzau i el Höllenau. La zona està molt aficionada per vianants lents. L'explotació de la torba com a combustible va reduir molt les zones pananoses: només queren intactes l'aiguamoll Viertshöher Moor al nucli de Böken. Uns 351 hectàrees del bosc d'Iloo es troben al territori d'Aukrug.
Està travessada per la carretera B430 i a la línia ferroviària de Neumünster cap a Heide. Històricament la cruïlla dels antics Ossenweg, una antiga ruta comercial entre Dinamarca i Alemanya i Lübzer Weg entre Lübeck i Dithmarschen era important. Les activitats principals són l'agricultura, el turisme i els serveis de proximitat. No hi ha cap indústria pesant. La clínica Fachklinik Aukrug, especialitzada en rehabilitació i problemes del son és un dels empleadors majors. Molts habitants se'n van cada dia cap a Rendsburg o Neumünster per la feina.

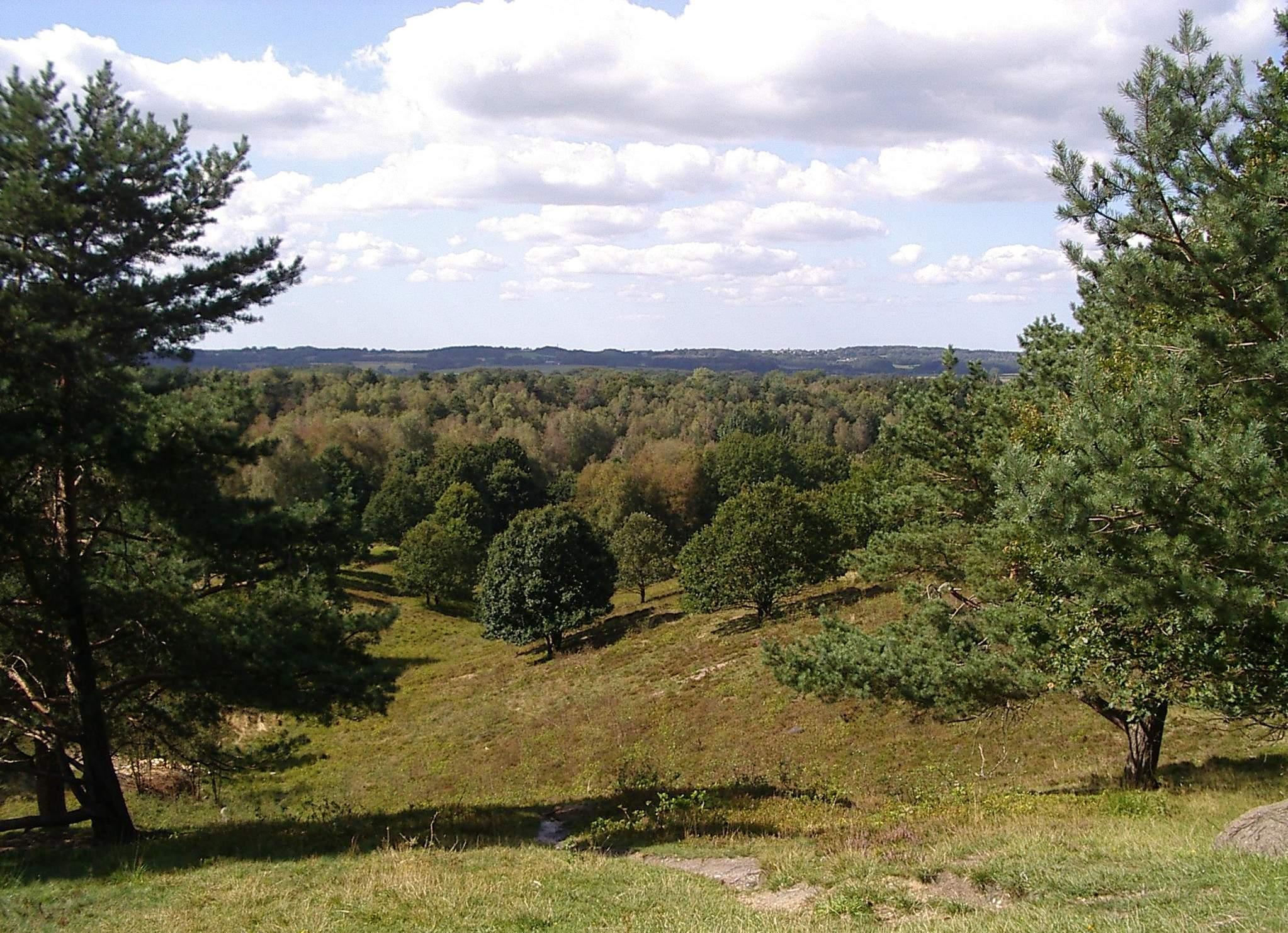
El munt Boxbarg l'estiu
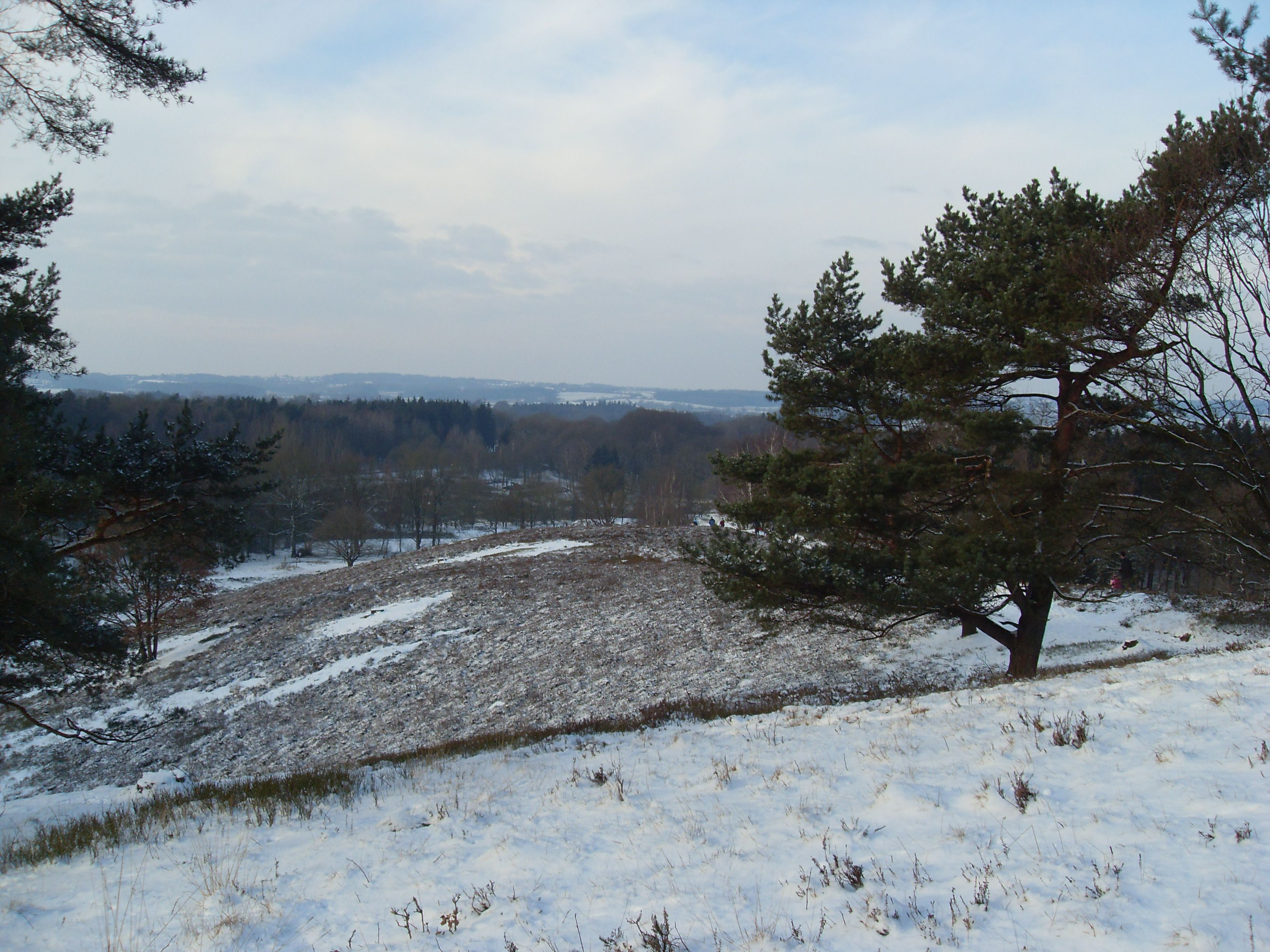
L'hivern
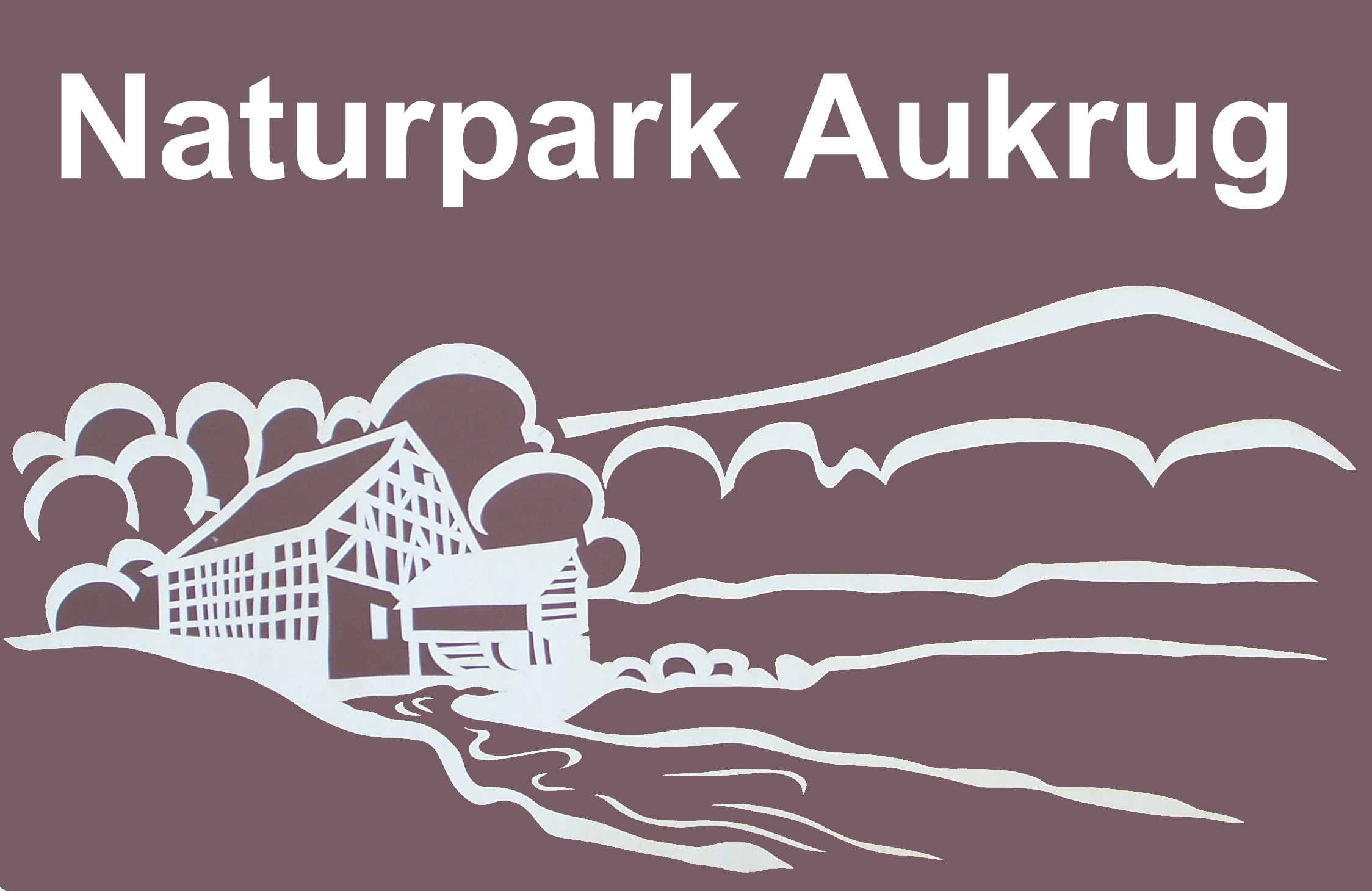
Placa anunciant el parc natural a l'autopista A7
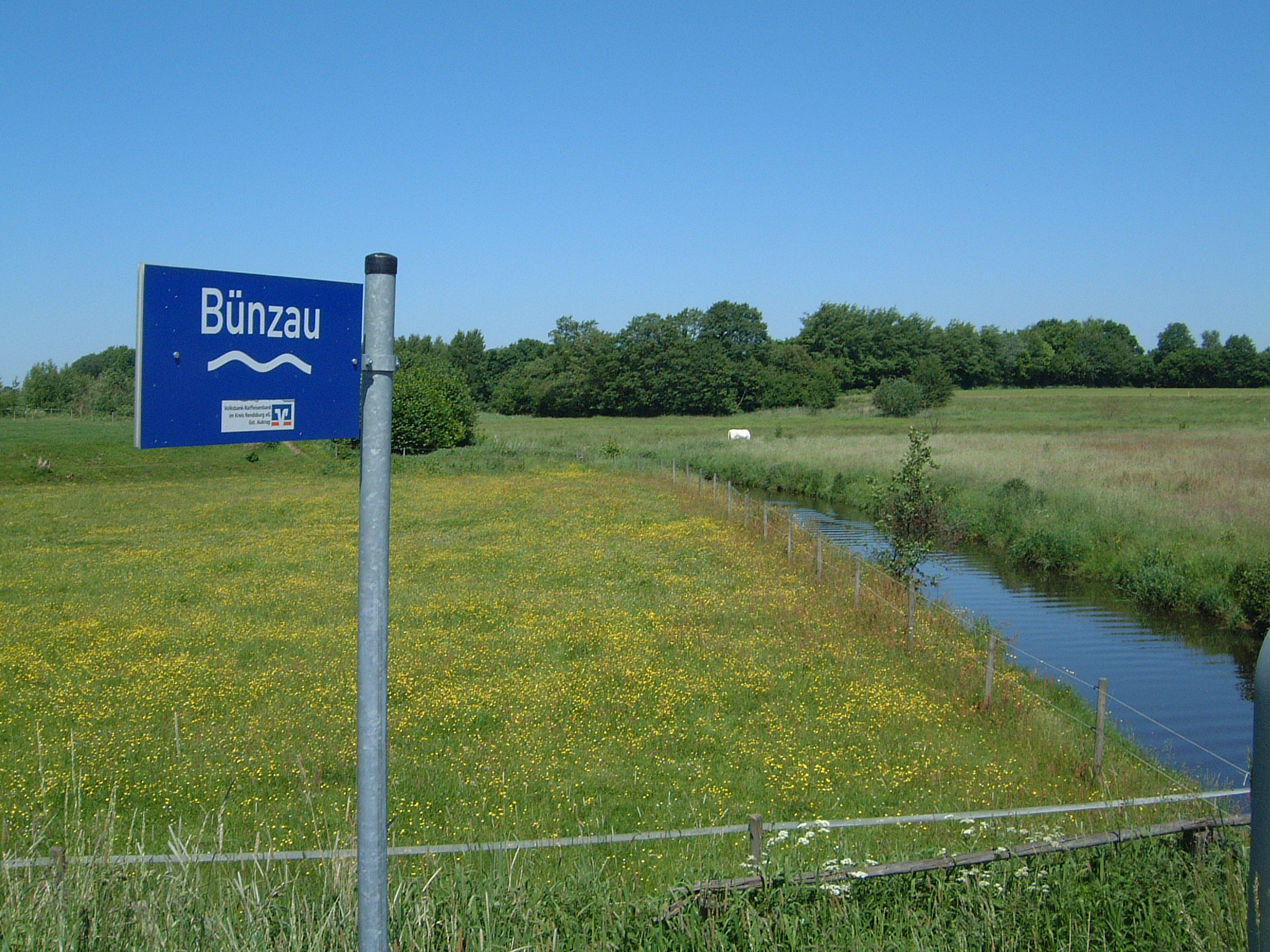
El Bünzau a Innien

## Llocs d'interès
- El parc natural Naturpark Aukrug
- Museu d'història local Dat Ole Hus
- El molí de Bünz
- L'església d'Aukrug
- La torre d'aigua de Böken
- L'aiguamoll Viershöher Moor
- Els túmuls de Kluesbarg i dels Dithmarscher Berge
- La reserva natural Tönsheider Wald

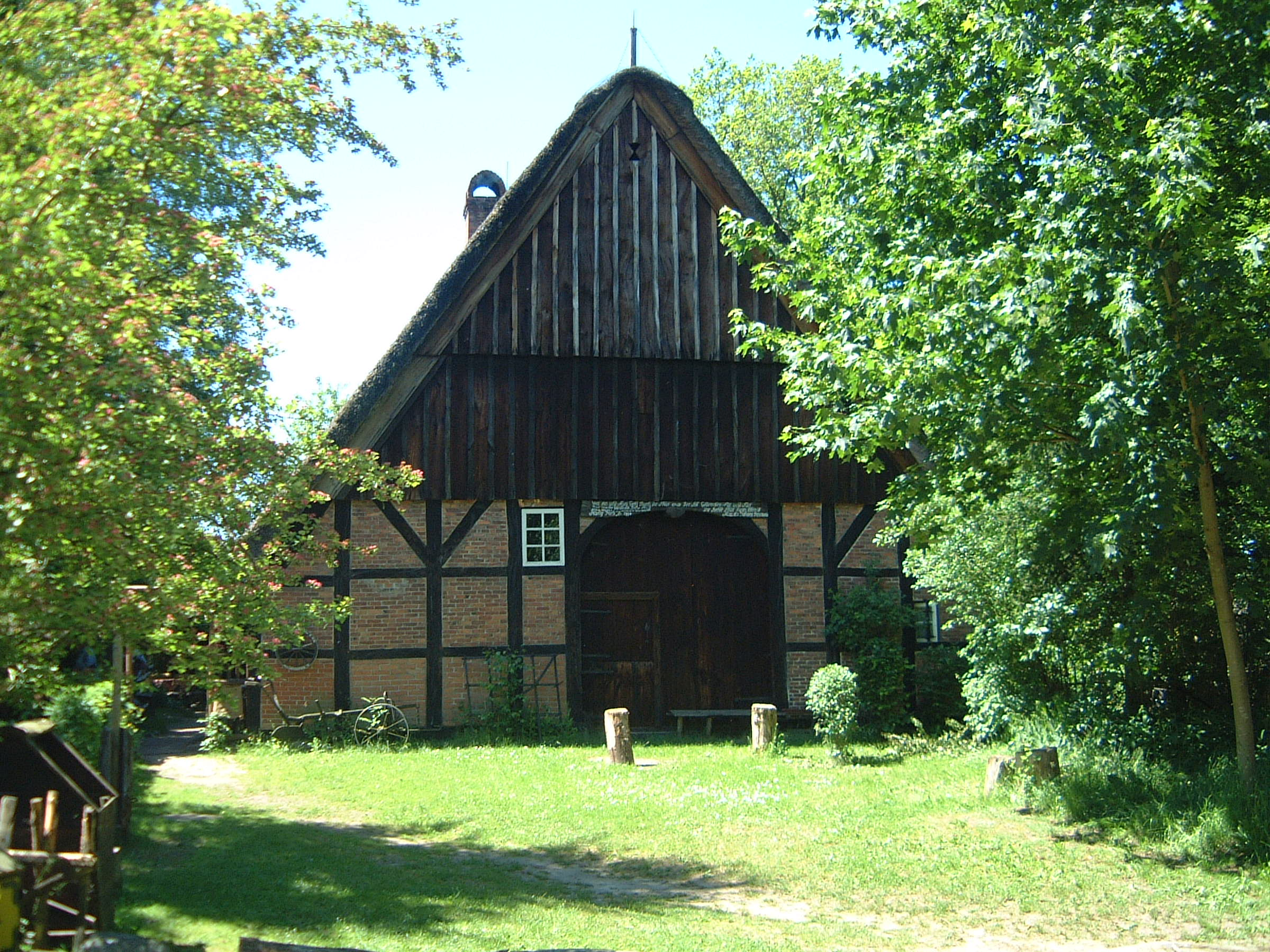
Museu d'història local « Dat ole Hus »
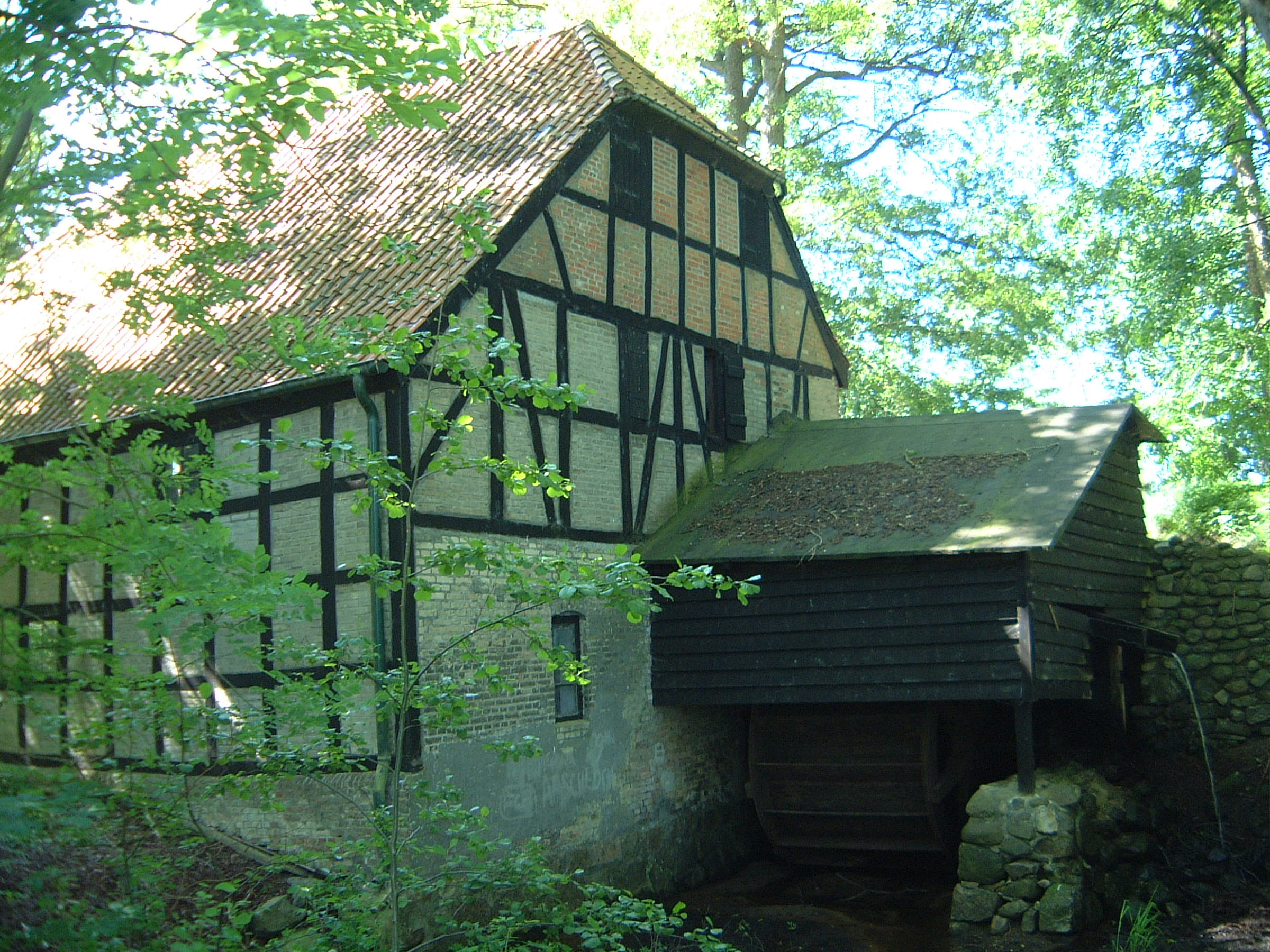
Molí d'aigua a Bünzen
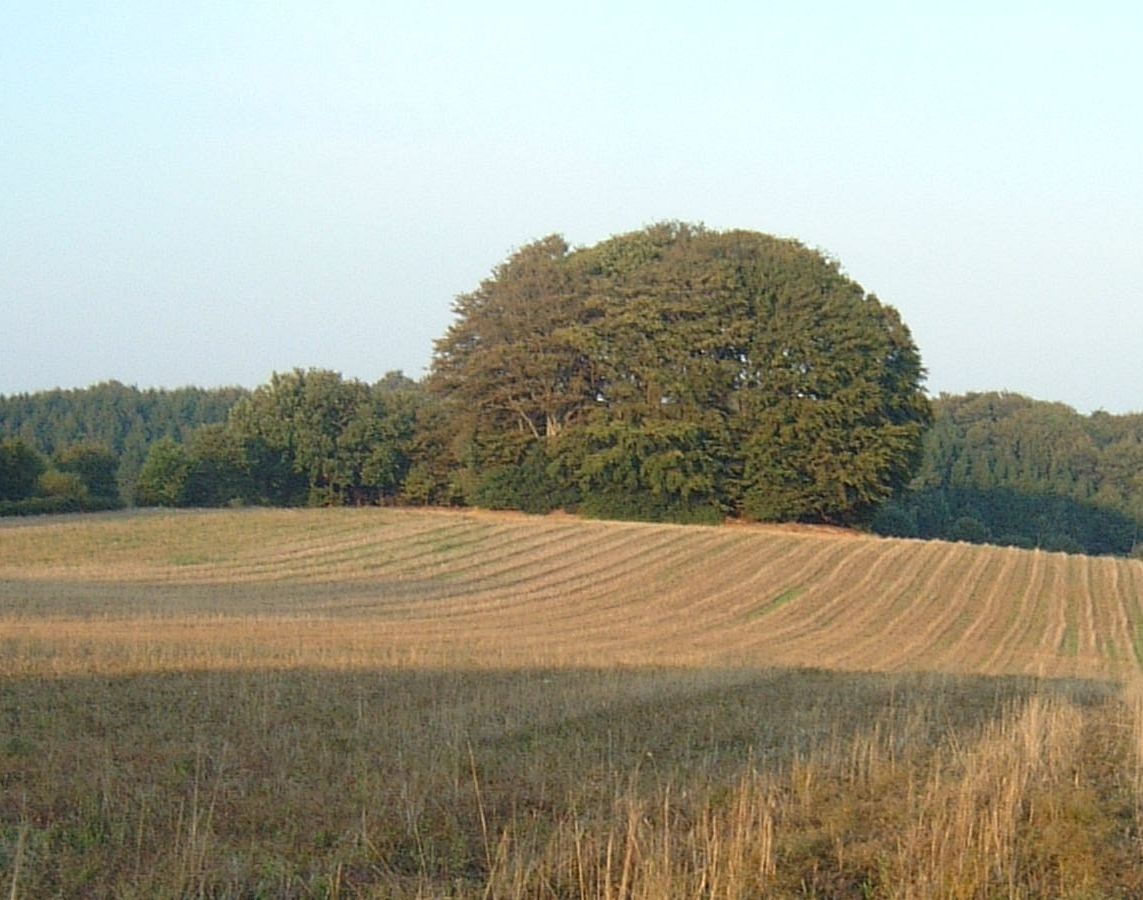
Túmul « Kluesbarg » a Homfeld
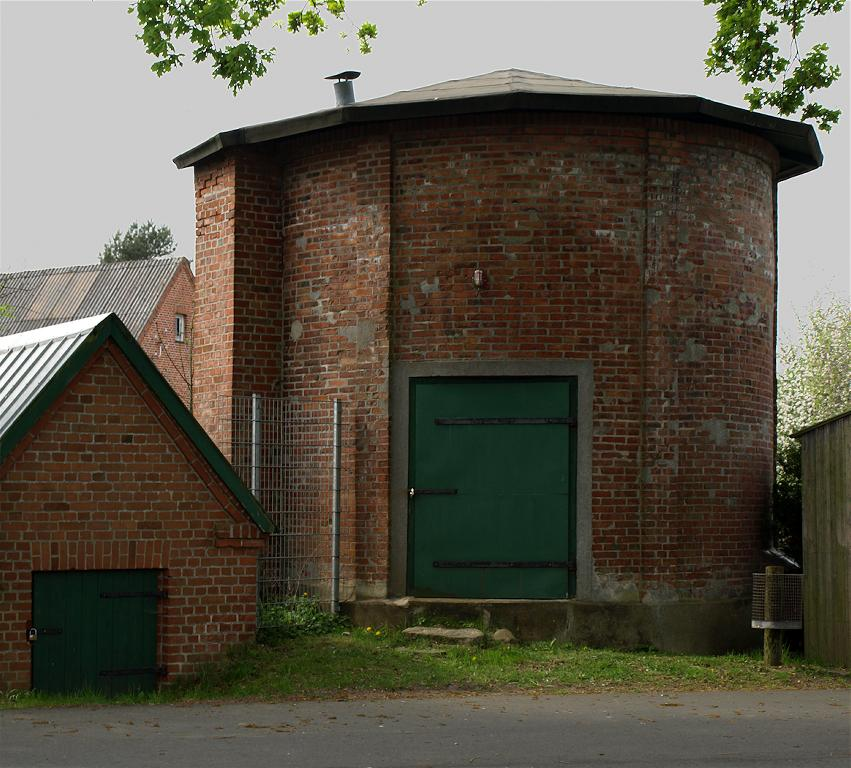
Torre d'aigua a Böken

## Fills predilectes
- Fritz Bringmann (1918-2011): comunista, resistent contra el nazisme